# Elysia chlorotica
Elysia chlorotica (лат.) — вид небольших морских брюхоногих моллюсков из семейства Plakobranchidae подкласса Heterobranchia. Это первое известное учёным животное, способное самостоятельно, подобно растениям, осуществлять процесс фотосинтеза, не используя симбиотических водорослей. Поскольку он не имеет своих хлоропластов, для осуществления фотосинтеза он интегрирует в свои клетки хлоропласты морской водоросли Vaucheria litorea, которую употребляет в пищу. Геном моллюска кодирует некоторые белки, необходимые хлоропластам для фотосинтеза.

## Описание
Взрослые особи Elysia chlorotica обычно имеют ярко-зелёную окраску благодаря присутствию в клетках хлоропластов водоросли Vaucheria litorea. Иногда встречаются животные красноватых или сероватых оттенков, полагают, что это зависит от количества хлорофилла в клетках.
Молодые особи, которые ещё не употребляли водоросли, имеют коричневую с красными пятнами окраску из-за отсутствия хлоропластов.
Моллюски имеют большие боковые параподии, напоминающие мантию, которые могут сворачивать, окружая ими своё тело. В длину порой достигают 60 мм, но средний их размер составляет 20-30 мм.

## Распространение
Elysia chlorotica встречается вдоль атлантического побережья США и Канады.

## Экология
Обитает в солёных болотах, заводях и мелководных бухтах на глубине до 0,5 метра.

## Питание
Elysia chlorotica питается водорослями Vaucheria litorea. Он прокалывает оболочку клетки своей радулой и высасывает её содержимое. Почти всё содержимое клетки моллюск переваривает, но хлоропласты водоросли оставляет нетронутыми, они ассимилируются собственными клетками элизии и встраиваются в них как функциональная органелла. Накопление хлоропластов начинается сразу после метаморфоза личинки (которая питается фитопланктоном) во взрослую особь, когда она переходит на питание водорослями. Молодые моллюски имеют коричневую окраску с красными пятнами, питание водорослями окрашивает их в зелёный цвет — это вызвано постепенным распределением хлоропластов по очень разветвлённой пищеварительной системе. Сначала молодые моллюски непрерывно питаются водорослями, чтобы поддерживать количество хлоропластов на нужном уровне, но со временем хлоропласты накапливаются, позволяя животному оставаться зелёным и без употребления в пищу Vaucheria litorea.
Считается, что приобретенные Elysia chlorotica хлоропласты осуществляют фотосинтез, что позволяет в период, когда водоросли недоступны, многие месяцы жить за счёт глюкозы, полученной в результате фотосинтеза. Однако на близких видах Plakobranchus ocellatus и Elysia timida, также имеющих клептопластиды, было показано, что их выживание в условиях отсутствия пищи не зависит от наличия света, необходимого для автотрофного питания.
Хлоропласты в клетках моллюска жизнеспособны и функционируют девять-десять месяцев. Но ДНК хлоропластов кодирует только 10 % необходимых им белков. В растениях хлоропласты — внутриклеточные органеллы — многие белки получают из цитоплазмы клетки, эти белки кодируются ядерным геномом клетки растения. Возникла гипотеза, что геном Elysia chlorotica тоже должен обладать генами, обеспечивающими фотосинтез. В геноме моллюска был обнаружен ген, гомологичный ядерному гену водорослей psbO, кодирующий белок фотосистемы II. Было сделано предположение, что этот ген получен им в результате горизонтального переноса генов. Возможно, ядерный геном Elysia chlorotica содержит и другие гены, кодирующие белки, принимающие участие в фотосинтезе. Но при повторном анализе активной экспрессии подобных генов у Elysia chlorotica и родственных видов не обнаружилось. Таким образом, точный механизм сохранения жизнеспособности клептопластов этими моллюсками, а также функции этой адаптации остаются неизвестными.

## Размножение
Взрослые особи Elysia chlorotica являются синхронными гермафродитами — каждое половозрелое животное производит и сперматозоиды, и яйцеклетки. Самооплодотворение не распространено у этого вида, обычно происходит перекрёстное спаривание. После того, как яйцеклетки оплодотворены, моллюск склеивает их в длинные нити.
Жизненный цикл Elysia chlorotica длится 9-10 месяцев, и все взрослые особи погибают ежегодно и синхронно после откладывания яиц. Учёные установили, что этот «феномен запрограммированной смерти» обусловлен деятельностью живущего в клетках моллюска вируса.